# Christophe Ali
Christophe Ali   () és un director de cinema i guionista francès, conegut per Camping sauvage (2005).

## Biografia
Els llargmetratges de Christophe Ali estan fets amb un altre director, Nicolas Bonilauri. Aquests dos directors van treballar junts en cadascun dels seus llargmetratges, Le Rat (2001), Camping sauvage (2005) i La Volante (2015).
Nicolas Bonilauri i Christophe Ali es van conèixer en un cinema local, el Cinema Jean Vigo de Gennevilliers, quan eren projeccionista. També van estudiar junts a la Universitat de París VIII al departament de Cinema on es retroben. Aleshores van començar a dirigir junts els seus primers curtmetratges, O (1994), Le Souffle court (1995), El otro Barrio (1996) i Domingo (1998). Aquest serà l'inici d'una llarga col·laboració que continuarà amb la producció del seu primer llargmetratge, Le Rat (2001). En aquesta ocasió es va crear la productora Le Rat qui rit el 1999.

## Filmografia

### Llargmetratges
- 2001 : Le Rat
- 2006 : Camping sauvage amb Denis Lavant i Isild Le Besco
- 2015 : La Volante (amb Nathalie Baye i Malik Zidi)

### Curtmetratges
- 1995 : Le souffle court (5 minuts)
- 1996 : El otro barrio (14 minut)
- 1998 : Domingo (3 minuts). Série, trois pilotes
- 1994 : O (9 minuts)